# Arco delle Campane

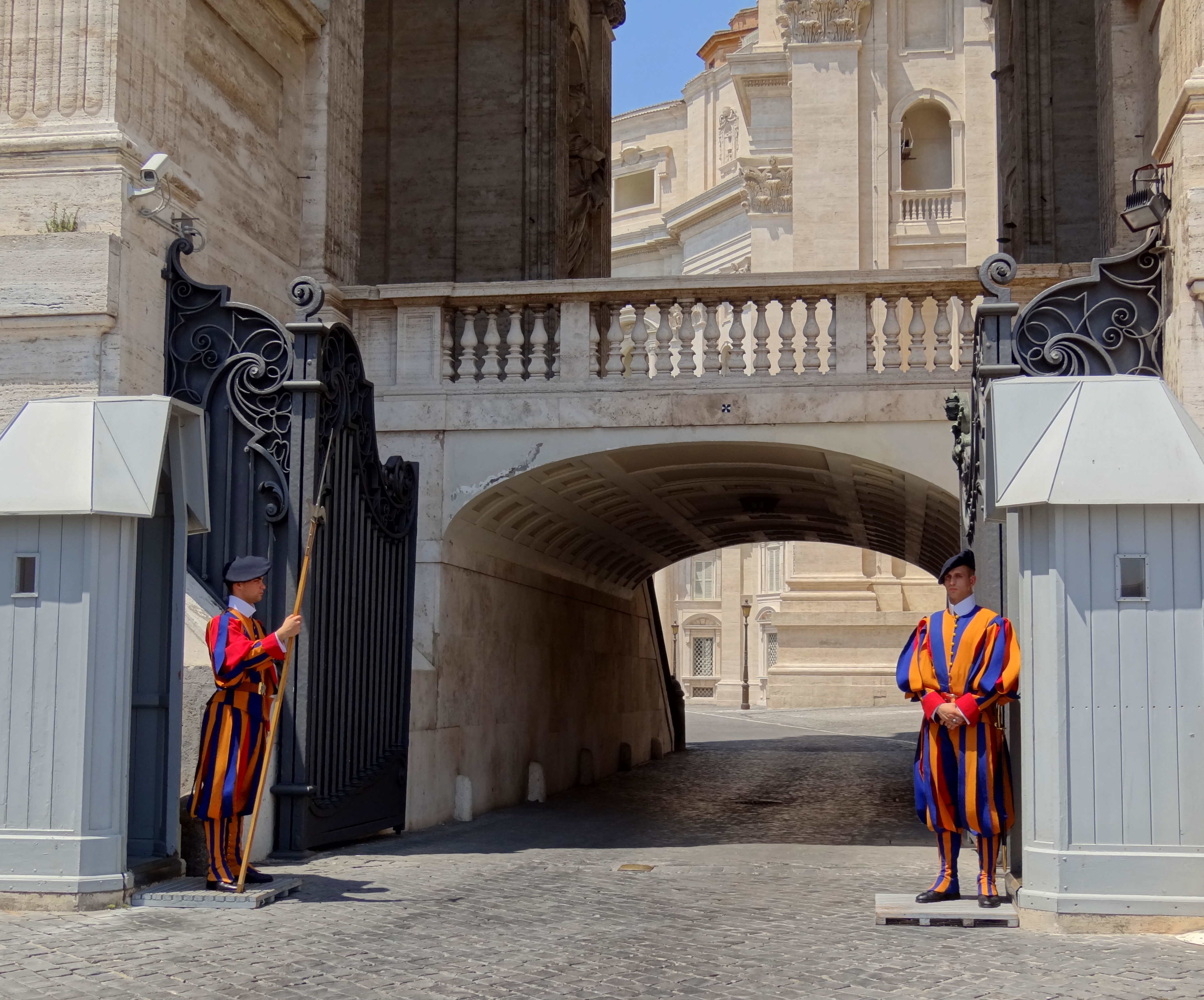
Arco delle Campane

Arco delle Campane – brama na granicy watykańsko-włoskiej. Jest jednym z pięciu miejsc, przez które można dostać się na teren Watykanu (w tym jedną z trzech bram). Znajduje się na lewo od bazyliki św. Piotra.